# Natação nos Jogos Pan-Americanos de 2023 - 200 m borboleta feminino
A competição de 200 m borboleta feminino da natação nos Jogos Pan-Americanos de 2023 foi disputada em 21 de outubro no Centro Acuático Estadio Nacional, em Santiago, no Chile. No total, competiram 18 atletas de 13 Comitês Olímpicos Nacionais (CON).

## Calendário
Horário local (UTC-4).
| Data          | Horário | Fase          |
| ------------- | ------- | ------------- |
| 21 de outubro | 09:52   | Eliminatórias |
| 21 de outubro | 17:06   | Final B       |
| 21 de outubro | 17:12   | Final A       |

## Medalhistas
| Ouro   | USA Dakota Luther   |
| Prata  | MEX María José Mata |
| Bronze | USA Kelly Pash      |

## Recordes
Antes desta competição, os recordes mundiais e dos Jogos Pan-Americanos da prova eram os seguintes:
| Tipo                             | Atleta              | Tempo   | Local          | Data                  |
| -------------------------------- | ------------------- | ------- | -------------- | --------------------- |
|                                  | CHN Zige Liu        | 2m01s81 | Jinan          | 21 de outubro de 2009 |
| Recorde dos Jogos Pan-Americanos | USA Kathleen Hersey | 2m07s64 | Rio de Janeiro | 21 de julho de 2007   |

## Resultados

### Eliminatórias
Qualificação: Os oito mais rápidos (QA) qualificam-se para a final A e os próximos oito mais rápidos (QB) qualificam-se para a final B.
As eliminatórias foram realizadas em 21 de outubro.
| Pos. | Bateria | Raia | Atleta                | Nacionalidade      | Tempo   | Notas |
| ---- | ------- | ---- | --------------------- | ------------------ | ------- | ----- |
| 1    | 2       | 4    | Kelly Pash            | USA Estados Unidos | 2:10.68 | QA    |
| 2    | 3       | 4    | Dakota Luther         | USA Estados Unidos | 2:10.78 | QA    |
| 3    | 1       | 4    | María José Mata       | MEX México         | 2:11.32 | QA    |
| 4    | 2       | 5    | Katie Forrester       | CAN Canadá         | 2:!4.09 | QA    |
| 5    | 3       | 5    | Karen Durango         | COL Colômbia       | 2:14.39 | QA    |
| 6    | 3       | 6    | Laura Arroyo          | MEX México         | 2:14.82 | QA    |
| 7    | 1       | 3    | Alondra Ortiz         | CRC Costa Rica     | 2:15.50 | QA    |
| 8    | 1       | 6    | Yasmin Silva          | PER Peru           | 2:15.51 | QA    |
| 9    | 2       | 6    | Samantha Baños        | COL Colômbia       | 2:15.65 | QB    |
| 10   | 1       | 5    | Giovanna Diamante     | BRA Brasil         | 2:16.60 | WD    |
| 11   | 3       | 3    | Jade Foelske          | ECU Equador        | 2:18.47 | QB    |
| 12   | 2       | 3    | Maria Fernanda Costa  | BRA Brasil         | 2:18.84 | WD    |
| 13   | 1       | 2    | Monstserrat Spielmann | CHI Chile          | 2:20.69 | QB    |
| 14   | 2       | 7    | Sierrah Broadbelt     | CAY Ilhas Cayman   | 2:20.90 | QB    |
| 15   | 2       | 2    | Michell Ramírez       | HON Honduras       | 2:22.68 | QB    |
| 16   | 3       | 2    | Luana Alonso          | PAR Paraguai       | 2:24.24 | QB    |
| 17   | 3       | 7    | Fatima Portillo       | ESA El Salvador    | 2:28.44 | QB    |
| 18   | 1       | 7    | Arantza Salazar       | CHI Chile          | 2:29.99 | QB    |

### Final B
A final B foi realizada em 21 de outubro.
| Pos. | Raia | Atleta                | Nacionalidade    | Tempo   | Notas |
| ---- | ---- | --------------------- | ---------------- | ------- | ----- |
| 9    | 4    | Samantha Baños        | COL Colômbia     | 2:15.24 |       |
| 10   | 5    | Jade Foelske          | ECU Equador      | 2:16.77 |       |
| 11   | 6    | Sierrah Broadbelt     | CAY Ilhas Cayman | 2:20.10 |       |
| 12   | 3    | Monstserrat Spielmann | CHI Chile        | 2:20.49 |       |
| 13   | 1    | Fatima Portillo       | ESA El Salvador  | 2:22.28 |       |
| 14   | 2    | Michell Ramírez       | HON Honduras     | 2:22.42 |       |
| 15   | 7    | Luana Alonso          | PAR Paraguai     | 2:23.79 |       |
| 16   | 8    | Arantza Salazar       | CHI Chile        | 2:28.71 |       |

### Final A
A final A foi realizada em 21 de outubro.
| Pos. | Raia | Atleta          | Nacionalidade      | Tempo   | Notas |
| ---- | ---- | --------------- | ------------------ | ------- | ----- |
| 01 ! | 5    | Dakota Luther   | USA Estados Unidos | 2:09.97 |       |
| 02 ! | 3    | María José Mata | MEX México         | 2:10.25 |       |
| 03 ! | 4    | Kelly Pash      | USA Estados Unidos | 2:10.30 |       |
| 4    | 6    | Katie Forrester | CAN Canadá         | 2:12.90 |       |
| 5    | 2    | Karen Durango   | COL Colômbia       | 2:15.18 |       |
| 6    | 1    | Alondra Ortiz   | CRC Costa Rica     | 2:15.18 |       |
| 7    | 8    | Yasmin Silva    | PER Peru           | 2:15.90 |       |
| 8    | 7    | Laura Arroyo    | MEX México         | 2:16.31 |       |

Legenda
| Recorde mundial                  | Recorde mundial (World record)               |                       | Recorde africano                      | Recorde africano (African) |                                           | Q | Classificado por posição (Qualified) |
| Recorde dos Jogos Pan-Americanos | Recorde pan-americano (Pan-American record)  | Recorde da América    | Recorde da América (Americas)         | q                          | Classificado por melhor tempo (Qualified) |   |                                      |
| Melhor marca do ano              | Melhor marca do ano (World leading)          | Recorde asiático      | Recorde asiático (Asian)              | DNS                        | Não largou (Did not start)                |   |                                      |
| Recorde nacional                 | Recorde nacional (National record)           | Recorde europeu       | Recorde europeu (European)            | DNF                        | Não terminou (Did not finish)             |   |                                      |
| Recorde pessoal                  | Recorde pessoal do atleta (Personal best)    | Recorde da Oceania    | Recorde da Oceania (Oceania)          | DSQ / DQ                   | Desclassificado (Disqualified)            |   |                                      |
| Recorde da temporada             | Recorde da temporada do atleta (Season best) | Recorde sul-americano | Recorde sul-americano (South America) | NM                         | Sem marca (No mark)                       |   |                                      |